# Конте, Бассиру
Бассиру Конте (фр. Bassirou Konté, род. 18 июля 1988, Гран-Басам, Комоэ) — ивуарийский шоссейный велогонщик.

## Карьера
Многократный чемпион Кот-д'Ивуара в групповой гонке, призёр в индивидуальной гонке. Чемпион и призёр Кот-д'Ивуара в маунтинбайке.
Отметился победами на Туре дю Фасо и Туре Камеруна в рамках Африканского тура UCI. Неоднократно участвовал в Туре дю Фасо.
В 2010—2011 годах выступал в составе континентальной команды Etcetera-Worldofbike. Несколько раз принимал участие в Африканских играх и чемпионате Африки.
Одержал многочисленные победы на гонках и этапах в рамках национальных календарей, в основном на своей родине в Кот-д'Ивуаре.

## Достижения
2006
2-й на Чемпионат Кот-д'Ивуара — групповая гонка
7-й и 8-й этапы на Тур де л'ор блан
5-й, 7-й и 10-й этапы на Тур де л'эст интернациональ
Тур независимости Кот-д'Ивуара
2007
1-й, 4-й и 7-й этапы на Тур де л'эст интернациональ
2008
 Чемпион Кот-д'Ивуара — групповая гонка
2-й на Чемпионат Кот-д'Ивуара — индивидуальная гонка
6-й этап на Тур Камеруна
Тур Того
1-й в генеральной классификации
2-й и 3-й этапы
2009
Grand Prix Ahoua Simon
4-й и 8-й этапы на Тур Того
Boucles talmondaises
Тур де л'эст интернациональ
3-й в генеральной классификации
1-й, 3-й, 6-й, 9-й и 11-й этапы
Тур де л'ор блан
1-й в генеральной классификации
6-й этап
2010
2-й этап на Тур Камеруна
Grand Prix Ahoua Simon
4-й и 7-й этапы на Тур Того
Tour de la Fraternité Akiye
1-й в генеральной классификации
1-й и 2-й этапы
7-й этап на Букль дю Котон
5-й и 7-й этапы на Тур де л'эст интернациональ
2011
2-й на Чемпионат Кот-д'Ивуара — групповая гонка
2012
Ouverture Saison de Côte Ivoire
Тур де л'эст интернациональ
2-й в генеральной классификации
1-й и 6-й этапы
1-й и 2-й этапы на Тур независимости Кот-д'Ивуара
4-й, 5-й (TTT), 6-й и 10-й этапы на Тур Кот-д’Ивуара
2-й на Чемпионате Кот-д'Ивуара по маунтинбайку
2013
 Чемпион Кот-д'Ивуара — групповая гонка
5-й и 10-й этапы на Тур Того
3-й и 5-й этапы на Тур Кот-д’Ивуара
7-й этап на Тур дю Фасо
2014
 Чемпион Кот-д'Ивуара — групповая гонка
 Чемпион Кот-д'Ивуара по маунтинбайку
1-й и 3-й этапы на Тур Того
2-й этап на 72 heures du Sud
2-й этап на Тур Бенина
Grand Prix du Président de la Fédération malienne
6-й этап на Тур Кот-д’Ивуара
2015
7-й этап на Тур Камеруна
Mémorial Loky Diallo
Тур де л'эст интернациональ
3-й в генеральной классификации
4-й этап
2016
 Чемпион Кот-д'Ивуара — групповая гонка
4-й и 6-й этапы на Тур Того
1-й и 2-й этапы на Тур Бенина
Trophée du Maire Hien Sié
Тур де л'ор блан
1-й в генеральной классификации
1-й, 2-й, 3-й, 4-й, 5-й, 6-й и 7-й этапы
Тур де л'эст интернациональ
2-й в генеральной классификации
2-й, 9-й и 10-й (TTT) этапы
2017
 Чемпион Кот-д'Ивуара — групповая гонка
3-й (ITT) этап на Тур Кот-д’Ивуара
6-й этап на Тур ДР Конго
8-й этап на Тур де л'эст интернациональ
2018
Grand Prix de l'Assomption
3-й этап на Тур Гвинеи
2019
Тур независимости Кот-д'Ивуара
Тур де л'эст интернациональ
3-й в генеральной классификации
3-й этап
2020
2-й на Чемпионат Кот-д'Ивуара — групповая гонка
2021
4a-й, 4b-й и 5-й этапы на Тур де л'эст интернациональ

## Рейтинги
| Год                 | 2005 | 2006 | 2007 | 2008  | 2009  | 2010 | 2011  | 2012  | 2013 | 2014  | 2015  | 2016 | 2017   |
| ------------------- | ---- | ---- | ---- | ----- | ----- | ---- | ----- | ----- | ---- | ----- | ----- | ---- | ------ |
| Мировой рейтинг UCI |      |      |      |       |       |      |       |       |      |       |       | -    | 1786-й |
| Африканский тур UCI | 31-й | -    | -    | 137-й | 118-й | 96-й | 101-й | 150-й | -    | 124-й | 115-й | -    | 136-й  |
|                     |      |      |      |       |       |      |       |       |      |       |       |      |        |
| Источник: UCI       |      |      |      |       |       |      |       |       |      |       |       |      |        |